# Enicognathus
Az Enicognathus a madarak osztályának papagájalakúak (Psittaciformes) rendjébe a papagájfélék (Psittacidae) családjába és az araformák (Arinae) alcsaládjába tartozó nem.

## Rendszerezés
A nembe az alábbi 2 faj tartozik:
- Tűzföldi papagáj (Enicognathus ferrugineus)
- Hosszúcsőrű papagáj (Enicognathus leptorhynchus)

## Külső hivatkozás
- Papagájok hivatalos magyar neve, természetvédelmi státusza és bejelentési kötelezettsége Magyarországon
- ITIS szerinti rendszerbesorolása
- Képek az interneten az Enicognathus nembe tartozó fajokról